# Stellaria wushanensis
Stellaria wushanensis är en nejlikväxtart som beskrevs av Frederic Newton Williams. Stellaria wushanensis ingår i släktet stjärnblommor, och familjen nejlikväxter. Inga underarter finns listade i Catalogue of Life.